# Григорьевка (Шаранский район)
Григорьевка (баш. Григорьевка) — деревня в Шаранском районе Республики Башкортостан Российской Федерации. Входит в состав Мичуринского сельсовета. 

## География

### Географическое положение
Находится у истока реки Шаран, рядом с деревней Новотроицк. Расстояние до:
- районного центра (Шаран): 32 км,
- центра сельсовета (Мичуринск): 14 км,
- ближайшей ж/д станции (Туймазы): 74 км.

## История
В 1896 году в деревне Григорьевского товарищества Кичкиняшевской волости V стана Белебеевского уезда Уфимской губернии — 8 дворов, 72 жителя (33 мужчины, 39 женщин).
В 1920 году по официальным данным в деревне той же волости 19 дворов и 115 жителей (45 мужчин, 70 женщин), по данным подворного подсчёта — 129 русских и 7 украинцев в 20 хозяйствах.
В 1926 году деревня относилась к Шаранской волости Белебеевского кантона Башкирской АССР.
Обозначена на карте 1982 года как деревня с населением около 20 человек.
В 1989 году население — 6 человек (4 мужчины, 2 женщины).
В 2002 году — 4 человека (1 мужчина, 3 женщины), русские (100 %).
В 2010 году — 4 человека (3 мужчины, 1 женщина).

## Население
| 2002 | 2009 | 2010 |
| ---- | ---- | ---- |
| 4    | ↗7   | ↘4   |